# Penestes
Los penestes o penestas (en griego antiguo: οἱ Πενέστης, hoi Penéstês) eran una población de dependientes tesalios, cuyo estatus social era comparable al de los hilotas de Esparta.

## Estatus
Según la tradición eran descendientes de los aqueos sometidos por los nuevos recién llegados, originarios de Tesprotia. En el libro III de su Historia de Eubea, Arquémaco, un autor del siglo III a. C., estima que se trataba de beocios que:

se entregaron a los tesalios como esclavos, según un acuerdo en virtud del cual ni se los llevaría fuera del territorio ni se los mataría, y ellos trabajarían la tierra para los otros y les darían a cambio tributos (...) los que permanecieron (...) recibieron el nombre de menéstai, y en la actualidad el nombre de penéstai
Conservado en Ateneo, Banquete de los eruditos vi.264 B

Las tierras tesalias eran ricas y extensas: los lotes de tierra eran de buenas dimensiones. El pago de la contribución hace suponer que los penestes disponían libremente del resto y que podían poseer bienes. Arquémaco afirma que muchos son más ricos que sus amos tesalios. Algunos penestes, llamados latreis, realizaban funciones domésticas y a cambio recibían un salario.
Filócrates afirma que también se les llamaba thettalikétia (siervos de los tesalios).
Dionisio de Halicarnaso expone (II, 9) que son golpeados cuando se resisten a obedecer y que, de manera general, son tratados como los esclavos comprados. Parece que fueron menos numerosos que los tesalios libres.
En un pasaje de Demóstenes aparece que los penestes acompañaban en ocasiones a sus amos a la batalla y luchaban a caballo, como caballeros o vasallos. Esta circunstancia no es sorprendente, dada la fama de la caballería tesalia. Los penestes tesalios recuerdan en alguna medida a los ilotas laconios, quienes se levantaron en armas contra sus dueños. También existían penestes entre los macedonios.
Otra característica de los ilotas, que volvemos a encontrar en otras partes, es que se halla atestiguado el empleo de penestas (en Tesalia) y de mariandinios (en Heraclea) para la guerra. Estos eran reclutados también para la compañía en el combate hoplita espartano, como infantería ligera en la guerra del Peloponeso del siglo V a. C.